# Натауат Джирочтикул
Натауат Джирочтикул (на тайски: ณัฐวรรธน์ จิโรชน์ธิกุล; роден на 18 октомври 2004 г.), познат още с прякора си Форт (на тайски: โฟร์ท; от английската дума „Fourth“, в превод: „Четвърти“) е тайландски актьор към компанията GMMTV. Форт стартира кариерата си като участник и победител в телевизионното състезание Thailand School Star 2019. През 2021 г. прави актоьорският си дебют в ролята на Глакао в сериала F4 Thailand: Boys Over Flowers, тайландски римейк на японския сериал Boys Over Flowers. Известен е най-вече с участието си в My School President, където играе в главната роля на Гън.

## Личен живот и образование
Натауат е роден в Банкок, Тайланд. Прякорът му, „Форт“, произлиза от това, че е роден на 200-та годишнина от рождението на Крал Рама IV. Завършва гимназията „Сейнт Гейбриъл Колидж“ чрез полагане на приравнителния тест за 12. клас. Следва право в университета “Чулалонгкорн“.

## Кариера
На 15 годишна възраст, Форт участва в състезанието на GMMTV Thailand School Star 2019. Става победител заедно с Ърн Прияпат Лорсуансири, като и двамата подписват екслузивни договори с компанията.
През 2021 г. Форт прави телевизионния си дебют с участието си в тайландската версия на Boys Over Flowers, หัวใจรักสี่ดวงดาว (английско заглавие: F4 Thailand: Boys Over Flowers; в превод: Ф4 Тайланд: Момчета преди цветя). Изпълнява ролята на Глакао Джундий, малкия брат на Горя, чиято роля се изпълнява от Тонтауан Тантиведжакул.
В началото на 2023 г. участието на Форт в два популярни сериала го изстрелва във висините на славата. В музикалната романтична комедия แฟนผมเป็นประธานนักเรียน (английско заглавие: My School President, в превод: Моят училищен президент) Форт играе главната поля на Гън, гимназист и лидер на училищната музикална банда. Любовният интерест на Гън е Тин, президентът на ученическия съвет, чиято роля се изпълнява от Джеминай Норауит. В драмата Midnight Series: Moonlight Chicken พระจันทร์มันไก่ (в превод: Полунощен сериал: Пиле под луната) Форт играе Ли Минг, племенникът на главният герой Чичо Джим (Пирапат Уатханасетсири) и любовен интерес на Харт, отново изигран от Джеминай Норауит. Експлозивният успех на My School President води до десетки сбирки между актьорският състав и фенове от различни азиатски държави, по време на които актьорите дават интервюта и пеят песни от саундтрака на сериала.
През 2023 г. се очаква Форт и Джеминай да играят романтична двойка в сериала 23.5 องศาที่โลกเอียง (английско заглавие: 23.5), но през юли е обявено, че двамата няма да участват заради лични ангажименти. През октомври 2023 г., по време на пресконференцията "GMMTV2024 Part 1" е обявено, че през 2024 г. Форт и Джеминай ще играят главните роли в сериала My Love Mix-Up! เขียนรักด้วยยางลบ, римейк на японски сериал.
През август 2023 г. Форт и Джеминай оглавяват първия си концерт, Gemini Fourth My Turn Concert, провеждащ се в Банкок. Поради огромният интерес и моменталната разпродажба на билетите, концертът става двудневен.
През октомври 2023 г. Форт е гостуващ изпълнител на конкурса по красота "The Filipino Festival" в Манила.
Форт има собствена марка за облекло и аксесоари, наречена "Numone".

## Дискография

### Сингли
| Заглавие                                                                                  | Година | Албум                                                   | Бележки                                                                     |
| ----------------------------------------------------------------------------------------- | ------ | ------------------------------------------------------- | --------------------------------------------------------------------------- |
| "อยากร้องดังดัง" (Кавър) (Оригинал на Palmy) (с Форд Арун)                                   | 2022   | Саундтрак от แฟนผมเป็นประธานนักเรียน (My School President) | Включена в епизод 1                                                         |
| "น้ำลาย" (Кавър) (Оригинал на Silly Fools) (с Форд Арун)                                   | 2022   | Саундтрак от แฟนผมเป็นประธานนักเรียน (My School President) | Включена в епизод 1                                                         |
| "ข้างกัน (City)" (Кавър) (Оригинал на Three Man Down) (с Джеминай Норауит)                  | 2022   | Саундтрак от แฟนผมเป็นประธานนักเรียน (My School President) | Включена в епизод 2                                                         |
| "ไหล่เธอ (You’ve Got Ma Back)" (с Форд, Сатанг и Уини)                                     | 2022   | Саундтрак от แฟนผมเป็นประธานนักเรียน (My School President) | Начална песен (епизоди 1 – 6) Включена в епизод 4                           |
| "ฟัง" (Кавър) (Оригинал на SIN feat. โอม Cocktail) (с Форд, Сатанг, Уини и Люкуа Пиджийка) | 2023   | Саундтрак от แฟนผมเป็นประธานนักเรียน (My School President) | Включена в епизод 5                                                         |
| "เพื่อนเล่นไม่เล่นเพื่อน (Just Being Friendly)" (Кавър) (Оригинал на Tilly Birds feat. MILLI)    | 2023   | Саундтрак от แฟนผมเป็นประธานนักเรียน (My School President) | Крайна песен (епизод 6) (с Форд и Сатанг) Включена в епизод 8 (соло версия) |
| "ง้อว (Smile Please)" (с Джеминай, Форд, Сатанг, Уини, Марк, Кептън и Пром)                | 2023   | Саундтрак от แฟนผมเป็นประธานนักเรียน (My School President) | Начална песен (епизоди 7 – 9) Включена в епизод 7                           |
| "พูดได้ไหม (Let Me Tell You)"                                                               | 2023   | Саундтрак от แฟนผมเป็นประธานนักเรียน (My School President) | Включена в епизод 10                                                        |
| "รักษา (Healing)" (с Джеминай, Форд и Сатанг)                                              | 2023   | Саундтрак от แฟนผมเป็นประธานนักเรียน (My School President) | Включена в епизод 11                                                        |
| "ก้อนหินกับดวงดาว (Rock & Star)"                                                             | 2023   | Саундтрак от แฟนผมเป็นประธานนักเรียน (My School President) | Начална песен (епизоди 10 – 12) Включена в епизод 12                        |
| "แค่ครั้งเดียว (Once Upon a Time)" (с Джеминай, Форд и Сатанг)                                | 2023   | Саундтрак от แฟนผมเป็นประธานนักเรียน (My School President) | Крайна песен (епизоди 10 – 12) Включена в епизод 12                         |
| "เขินให้หน่อย (You're Blushing?)" (с Джеминай Норауит)                                       | 2023   |                                                         |                                                                             |
| "รักคู่ขนาน (Multi-Love)" (с Джеминай, Уини, Сатанг, Марк и Форд)                            | 2023   | Саундтрак на Our Skyy 2                                 | Включена в епизод 10                                                        |
| "อยู่เฉย ๆ ก็น่ารัก (Please Be Mine)"                                                          | 2023   |                                                         |                                                                             |

## Филмография

### Телевизионни сериали
| Година | Оригинално заглавие                             | Заглавие на английски              | Роля    | Забележки                           | Канал | Изт.   |
| ------ | ----------------------------------------------- | ---------------------------------- | ------- | ----------------------------------- | ----- | ------ |
| 2021   | หัวใจรักสี่ดวงดาว                                   | F4 Thailand: Boys Over Flowers     | Глакао  | Второстепенна роля                  | GMM25 | [ 13 ] |
| 2021   | แค่เพื่อนครับเพื่อน                                   | Bad Buddy                          | Ученик  | Гостуваща роля (Епизод 10)          | GMM25 |        |
| 2022   | แฟนผมเป็นประธานนักเรียน                            | My School President                | Гън     | Главна роля                         | GMM25 | [ 14 ] |
| 2023   | Midnight Series : Moonlight Chicken พระจันทร์มันไก่ | Midnight Series: Moonlight Chicken | Ли Минг | Второстепенна роля                  | GMM25 | [ 15 ] |
| 2023   |                                                 | Our Skyy 2                         | Гън     | Епизоди 9 – 10, My School President | GMM25 |        |
| 2024   | My Love Mix-Up! เขียนรักด้วยยางลบ                  | My Love Mix-Up!                    | Атом    | Главна роля                         |       | [ 16 ] |

### Телевизионни шоута
| Година | Заглавие                      | Канал        | Забележки               |
| ------ | ----------------------------- | ------------ | ----------------------- |
| 2019   | Thailand School Star 2019     | GMMTV        |                         |
| 2022   | EMS Earth-Mix Space           | GMMTV        | Епизод 19               |
| 2022   | Safe House Season 4           | GMMTV        |                         |
| 2022   | Sound Check                   | One 31       | Епизод 193              |
| 2023   | EMS Earth-Mix Space SS2       | GMMTV        | Епизод 4                |
| 2023   | The Wall Song                 | Workpoint TV | Епизод 139              |
| 2023   | คุณพระช่วย Khun Pra Chuay       | Workpoint TV | 14 май 2023             |
| 2023   | Talk with Toey                | GMM 25       | Епизод 114              |
| 2023   | I Can See Your Voice Thailand | Workpoint TV | Сезон 6, Епизод 15      |
| 2023   | กระหายเล่า Krahai Lao          | GMMTV        | Второ специално издание |

### Филми
| Година | Заглавие             | Роля | Забележки | Изт.   |
| ------ | -------------------- | ---- | --------- | ------ |
| 2023   | อวสานเนตรนารี Nednari | Те   |           | [ 17 ] |

## Награди и номинации
| Година | Награда                    | Категория                       | Номинирано произведение                                                           | Резултат  | Изт.   |
| ------ | -------------------------- | ------------------------------- | --------------------------------------------------------------------------------- | --------- | ------ |
| 2023   | Golden Kinnaree Awards     | Популярна двойка актьори        | แฟนผมเป็นประธานนักเรียน (My School President)                                        | Спечелена | [ 18 ] |
| 2023   | KAZZ Awards 2023           | Най-горещ изпълнител            |                                                                                   | Спечелена | [ 19 ] |
| 2023   | FEED Y Capital Awards 2023 | “Y“ двойка на годината          |                                                                                   | Спечелена | [ 20 ] |
| 2023   | HOWE Awards 2023           | 50 влиятелни личности от 2023   |                                                                                   | Спечелена | [ 21 ] |
| 2023   | Y Universe Awards          | Най-добра главна роля           | แฟนผมเป็นประธานนักเรียน (My School President)                                        | Спечелена | [ 22 ] |
| 2023   | GQ Men of the Year 2023    | Нови актьори                    |                                                                                   | Спечелена | [ 23 ] |
| 2024   | Asian Television Awards    | Най-добър саундтрак             | "The Moon Represents My Heart" от Midnight Series : Moonlight Chicken พระจันทร์มันไก่ | Номиниран | [ 24 ] |
| 2024   | Asian Television Awards    | Най-добра драма                 | Midnight Series : Moonlight Chicken พระจันทร์มันไก่                                   | Номиниран | [ 24 ] |
| 2024   | 33rd Seoul Music Awards    | Най-добър тайландски изпълнител |                                                                                   | Спечелена | [ 25 ] |